# Carlo Scardino
Carlo Scardino (geboren am 10. Februar 1975 in Florenz) ist ein Schweizer Klassischer Philologe und Arabist. Er beschäftigt sich vorrangig mit der griechischen Geschichtsschreibung von der klassischen Zeit (Herodot und Thukydides) bis zur Spätantike, sowie mit der griechischen Fachschriftstellerei zur Landwirtschaft.

## Leben
Scardino studierte ab 1994 Klassische Philologie (Griechisch und Latein) sowie Alte Geschichte an der Universität Basel und seit 1997 Islamwissenschaften. An seine Lizentiatsprüfung in den Fächern Griechisch, Latein und Alte Geschichte 1999 schloss er eine Promotion im Fach Griechische Philologie an und nahm an Lehrveranstaltungen in Klassischer Philologie und Islamwissenschaften an den Universitäten Basel und Freiburg im Breisgau teil. 2006 wurde er an der Universität Basel mit dem Prädikat summa cum laude zum Dr. phil. promoviert. Seine Dissertation, betreut von Joachim Latacz und Jürgen von Ungern-Sternberg, erschien 2007 unter dem Titel Gestaltung und Funktion der Reden bei Herodot und Thukydides. 2007 erlangte er auch das Lizentiat im Fach Islamwissenschaften.
Ab 2007 hielt Scardino regelmäßig Lehrveranstaltungen in den Fächern Griechisch und Latein an der Albert-Ludwigs-Universität Freiburg ab. Gleichzeitig war er bis 2012 Wissenschaftlicher Assistent bei dem vom Schweizerischen Nationalfonds geförderten Projekt „Iulius Africanus, Kestoi“, das von Martin Wallraff in Basel geleitet wurde. Von 2008 bis 2015 nahm er Aufgaben an verschiedenen Universitäten wahr: 2008 vertrat er eine Assistentenstelle an der Universität Bonn, 2009/10 an der Universität zu Köln. Von 2011 bis 2013 gab er lateinische Lehrveranstaltungen an der Theologischen Fakultät der Universität Basel und parallel dazu arbeitete er 2012/13 an der Universität Freiburg. Währenddessen betrieb er seine Habilitation im Fach Klassische Philologie an der Philipps-Universität Marburg, die er 2012 erreichte.
In den Jahren 2013/14 und 2014/15 vertrat Scardino den Lehrstuhl für Latein an der Universität Freiburg. Seit 2015 ist er Wissenschaftlicher Mitarbeiter an der Heinrich-Heine-Universität Düsseldorf beim Editionsprojekt „Kleine und fragmentarische Historiker der Spätantike“, das im Rahmen des Akademienprogramms von der Nordrhein-Westfälischen Akademie der Wissenschaften und der Künste gefördert wird. Seine Mitarbeit unterbrach er vorübergehend mit einem ganzjährigen Aufenthalt beim Institute for Advanced Study in Princeton (2015/16), wo er an einem Projekt zu arabischen Übersetzungen griechischer Fachliteratur arbeitete.
Scardinos Forschungsschwerpunkte sind die griechische Geschichtsschreibung und Rhetorik sowie die griechische Fachschriftstellerei zur Landwirtschaft, die großenteils nur in arabischen Übersetzungen erhalten ist. In seiner Dissertation Gestaltung und Funktion der Reden bei Herodot und Thukydides (2007) skizzierte er die Gemeinsamkeiten und Unterschiede des Einsatzes von Reden bei den beiden Archegeten der griechischen Geschichtsschreibung. Außer Aufsätzen, Lexikonartikeln und Rezensionen stehen vor allem kritische Editionen im Zentrum seiner Arbeit. Er war an der Ausgabe der Kestoi des Sextus Iulius Africanus (2012) beteiligt sowie an mehreren Bänden der Kleinen und fragmentarischen Historiker der Spätantike. In seiner Habilitationsschrift Prolegomena zur Edition antiker landwirtschaftlicher Werke in arabischer Sprache (2015) zeichnet er die Überlieferung der (auf griechisch verlorenen) spätantiken landwirtschaftlichem Traktate des Anatolios von Berytos und des Kassianos Bassos in arabischen Übersetzungen nach.
Außerdem verfasste Scardino zahlreiche Beiträge zum Handbuch der griechischen Literatur der Antike, das von Antonios Rengakos und Bernhard Zimmermann herausgegeben wird.

## Schriften (Auswahl)
- Gestaltung und Funktion der Reden bei Herodot und Thukydides, Berlin / New York 2007 (BzA 250).
- mit Martin Wallraff, Laura Mecella und Christophe Guignard: Iulius Africanus, Cesti. The extant fragments. Berlin 2012 (= Die griechischen christlichen Schriftsteller der ersten Jahrhunderte. Neue Folge, Band 18.).
- Prolegomena zur Edition antiker landwirtschaftlicher Werke in arabischer Sprache. De Gruyter, Berlin / Boston 2015 (= Scientia Graeco-Arabica 16.1).
- Gallische Chroniken, Kleine und fragmentarische Historiker der Spätantike G 7–8, Schöningh, Paderborn 2017. Zusammen mit J.-M. Kötter.
- Chronik des Hydatius. Fortführung der Spanischen Epitome, Kleine und fragmentarische Historiker der Spätantike G 9–10, Schöningh, Paderborn 2019. Zusammen mit J.-M. Kötter.
- Aurelius Victor. Historiae abbreviatae, Kleine und fragmentarische Historiker der Spätantike B 2, Schöningh, Paderborn 2021. Zusammen mit M. Nickbakht.
- Rufius Festus. Breviarium, Kleine und fragmentarische Historiker der Spätantike B 4, Schöningh, Paderborn 2022. Zusammen mit M. Nickbakht.
- Panegyrische Zeitgeschichte des 4. und 5. Jahrhunderts. Kleine und fragmentarische Historiker der Spätantike C 1–16, Schöningh, Paderborn 2023. Zusammen mit B. Bleckmann.